# Česká florbalová extraliga žen 2007/2008
Česká florbalová extraliga žen 2007/2008 byla 14. ročníkem nejvyšší ženské florbalové soutěže v Česku.
Vítězem ročníku se podruhé v řadě stal tým CON INVEST Děkanka Praha po porážce týmu EVVA FbŠ Bohemians ve finále. Děkanka v základní části získala plný počet bodů a v play-off neprohrála žádný zápas.
Nováčkem v této sezoně byl tým FBC Pepino Ostrava, který do Extraligy postoupil poprvé po vítězství v nižší lize v minulém ročníku.
Po prohře v play-down sestoupil po dvou sezónách v Extralize do 1. ligy tým Bulldogs Brno. Byl v následující sezóně nahrazen vítězem 1. ligy, týmem Sokol Brno Židenice, který do Extraligy postoupil poprvé.

## Základní část
| Poř. | Tým                           | Záp. | Výh. | VP | Rem. | PP | Pro. | Branky   | Body |
| ---- | ----------------------------- | ---- | ---- | -- | ---- | -- | ---- | -------- | ---- |
| 1.   | CON INVEST Děkanka Praha      | 16   | 16   | 0  | 0    | 0  | 0    | 136 : 23 | 48   |
| 2.   | EVVA FbŠ Bohemians            | 16   | 12   | 0  | 0    | 0  | 4    | 184 : 52 | 36   |
| 3.   | FBC Liberec ALIAZ Crazy Girls | 16   | 8    | 0  | 1    | 1  | 6    | 166 : 60 | 26   |
| 4.   | FBS Valoz Olomouc             | 16   | 6    | 2  | 0    | 0  | 8    | 162 : 76 | 22   |
| 5.   | TJ JM Chodov                  | 16   | 5    | 1  | 1    | 2  | 7    | 150 : 67 | 20   |
| 6.   | 1. SC SSK Vítkovice           | 16   | 5    | 0  | 2    | 1  | 8    | 161 : 70 | 18   |
| 7.   | SSK Future                    | 16   | 5    | 0  | 0    | 1  | 10   | 159 : 93 | 16   |
| 8.   | FBC Pepino Ostrava            | 16   | 4    | 1  | 0    | 0  | 11   | 148 : 84 | 14   |
| 9.   | Bulldogs Brno                 | 16   | 3    | 2  | 0    | 1  | 10   | 142 : 83 | 14   |

|  | Týmy hrály nadstavbu |

## Nadstavba
První pět týmů si v pětikolové nadstavbové části zahrálo o postup do semifinále play-off, kam postoupily jen čtyři nejlépe umístěná družstva, s tím, že se započítaly výsledky všech utkání ze základní části.
- 23. 2. 2008, Liberec – Chodov 6 : 5 (5:1, 0:2, 1:2)
- 24. 2. 2008, Bohemians – Olomouc 5 : 2 (2:1, 2:0, 1:1)
- 21. 3. 2008, Chodov – Bohemians 2 : 2 p (1:0, 0:2, 1:0, 0:0)
- 22. 3. 2008, Děkanka – Liberec 9 : 2 (4:1, 1:0, 4:1)
- 28. 3. 2008, Olomouc – Děkanka 3 : 21 (2:9, 1:7, 0:5)
- 28. 3. 2008, Bohemians – Liberec 3 : 2 p (0:1, 1:1, 1:0, 1:0)
- 15. 3. 2008, Děkanka – Bohemians 6 : 4 (2:0, 0:2, 4:2)
- 15. 3. 2008, Olomouc – Chodov 9 : 3 (2:3, 4:0, 3:0)
- 19. 3. 2008, Chodov – Děkanka 3 : 9 (0:2, 0:3, 3:4)
- 22. 3. 2008, Liberec – Olomouc 6 : 4 (1:2, 1:0, 4:2)

| Poř. | Tým                           | Záp. | Výh. | VP | Rem. | PP | Pro. | Branky    | Body |
| ---- | ----------------------------- | ---- | ---- | -- | ---- | -- | ---- | --------- | ---- |
| 1.   | CON INVEST Děkanka Praha      | 20   | 20   | 0  | 0    | 0  | 0    | 181 : 351 | 60   |
| 2.   | EVVA FbŠ Bohemians            | 20   | 13   | 1  | 1    | 0  | 5    | 198 : 641 | 42   |
| 3.   | FBC Liberec ALIAZ Crazy Girls | 20   | 10   | 0  | 1    | 2  | 7    | 182 : 811 | 33   |
| 4.   | FBS Valoz Olomouc             | 20   | 7    | 2  | 0    | 0  | 11   | 180 : 111 | 25   |
| 5.   | TJ JM Chodov                  | 20   | 5    | 1  | 2    | 2  | 10   | 163 : 931 | 21   |

## Vyřazovací boje

### Pavouk
|  | Semifinále (na zápasy)        | Semifinále (na zápasy) |                          |   | Finále (na zápasy) | Finále (na zápasy) |
|  |                               |                        |                          |   |                    |                    |
|  |                               |                        |                          |   |                    |                    |
|  | CON INVEST Děkanka Praha      | 3                      |                          |   |                    |                    |
|  | CON INVEST Děkanka Praha      | 3                      |                          |   |                    |                    |
|  | FBS Valoz Olomouc             | 0                      |                          |   |                    |                    |
|  | FBS Valoz Olomouc             | 0                      | CON INVEST Děkanka Praha | 3 |                    |                    |
|  |                               |                        | CON INVEST Děkanka Praha | 3 |                    |                    |
|  |                               | EVVA FbŠ Bohemians     | 0                        |   |                    |                    |
|  | EVVA FbŠ Bohemians            | EVVA FbŠ Bohemians     | 0                        | 3 |                    |                    |
|  | EVVA FbŠ Bohemians            |                        |                          | 3 |                    |                    |
|  | FBC Liberec ALIAZ Crazy Girls | 0                      |                          |   |                    |                    |

### Semifinále
CON INVEST Děkanka Praha – FBS Valoz Olomouc 3 : 0 na zápasy
- 29. 3. 2008, Děkanka – Olomouc 10 : 00 (0:0, 5:0, 5:0)
- 30. 3. 2008, Děkanka – Olomouc 13 : 10 (4:0, 4:1, 5:0)
- 05. 4. 2008, Olomouc – Děkanka 12 : 20 (0:2, 1:8, 1:10)

EVVA FbŠ Bohemians – FBC Liberec ALIAZ Crazy Girls 3 : 0 na zápasy
- 29. 3. 2008, Bohemians – Liberec 7 : 4 (4:0, 1:2 2:2)
- 30. 3. 2008, Bohemians – Liberec 6 : 3 (2:1, 1:2, 3:0)
- 05. 4. 2008, Liberec – Bohemians 3 : 4 ts (1:1, 1:1, 1:1, 0:0, 0:1)

### Finále
CON INVEST Děkanka Praha – EVVA FbŠ Bohemians 3 : 0 na zápasy
- 12. 4. 2008, Děkanka – Bohemians 12 : 2 (2:0, 5:1, 5:1)
- 13. 4. 2008, Děkanka – Bohemians 18 : 2 (3:0, 2:0, 3:2)
- 19. 4. 2008, Bohemians – Děkanka 12 : 7 (1:2, 1:4, 0:1)

### Konečná tabulka
| Pořadí           | Tým                           |
| ---------------- | ----------------------------- |
| Zlatá medaile    | CON INVEST Děkanka Praha      |
| Stříbrná medaile | EVVA FbŠ Bohemians            |
| Bronzová medaile | FBC Liberec ALIAZ Crazy Girls |
| 4.               | FBS Valoz Olomouc             |

## Boje o udržení
První kolo spolu hrály týmy na 6. a 9. a na 7. a 8. místě po základní části. Vítězná družstva zůstala v Extralize a poražená hrála druhé kolo. Tým poražený v druhém kole sestoupil.

### Pavouk
|  | Semifinále (na zápasy) | Semifinále (na zápasy) |                    |   | Finále (na zápasy) | Finále (na zápasy) |
|  |                        |                        |                    |   |                    |                    |
|  |                        |                        |                    |   |                    |                    |
|  | SSK Future             | 3                      |                    |   |                    |                    |
|  | SSK Future             | 3                      |                    |   |                    |                    |
|  | FBC Pepino Ostrava     | 2                      |                    |   |                    |                    |
|  | FBC Pepino Ostrava     | 2                      | FBC Pepino Ostrava | 3 |                    |                    |
|  |                        |                        | FBC Pepino Ostrava | 3 |                    |                    |
|  |                        | Bulldogs Brno          | 0                  |   |                    |                    |
|  | 1. SC SSK Vítkovice    | Bulldogs Brno          | 0                  | 3 |                    |                    |
|  | 1. SC SSK Vítkovice    |                        |                    | 3 |                    |                    |
|  | Bulldogs Brno          | 1                      |                    |   |                    |                    |

### 1. kolo
1. SC SSK Vítkovice – Bulldogs Brno 3 : 1 na zápasy
- 1. 3. 2008, Vítkovice – Bulldogs 10 : 1 (2:0, 3:1, 5:0)
- 2. 3. 2008, Vítkovice – Bulldogs 16 : 0 (2:0, 3:0, 1:0)
- 8. 3. 2008, Bulldogs – Vítkovice 14 : 3 p (1:0, 0:0, 2:3, 1:0)
- 9. 3. 2008, Bulldogs – Vítkovice 11 : 7 (0:0, 0:4, 1:3)

SSK Future – FBC Pepino Ostrava 3 : 2 na zápasy
- 11. 3. 2008, Future – Ostrava 6 : 5 p (1:1, 2:1, 2:3, 1:0)
- 12. 3. 2008, Future – Ostrava 7 : 4 (3:2, 3:0, 1:2)
- 18. 3. 2008, Ostrava – Future 4 : 3 (1:1, 1:1, 2:1)
- 19. 3. 2008, Ostrava – Future 8 : 5 (2:2, 3:2, 3:1)
- 15. 3. 2008, Future – Ostrava 9 : 5 (3:2, 4:1, 2:2)

### 2. kolo
FBC Pepino Ostrava – Bulldogs Brno 3 : 0 na zápasy
- 22. 3. 2008, Ostrava – Bulldogs 16 : 4 (1:2, 2:0, 3:2)
- 23. 3. 2008, Ostrava – Bulldogs 11 : 4 (2:1, 2:1, 7:2)
- 28. 3. 2008, Bulldogs – Ostrava 13 : 4 (0:2, 3:0, 0:2)

Tým Bulldogs Brno sestoupil do 1. ligy.

## Nejužitečnější hráčky
Nejužitečnějšími hráčkami Extraligy byly zvoleny:
1. Dominika Šteglová (CON INVEST Děkanka Praha)
2. Ilona Novotná (CON INVEST Děkanka Praha)
3. Hana Váňová (CON INVEST Děkanka Praha)